# Kanton Lauzerte
Kanton Lauzerte (francouzsky Canton de Lauzerte) je francouzský kanton v departementu Tarn-et-Garonne v regionu Midi-Pyrénées. Tvoří ho 10 obcí.

## Obce kantonu
- Bouloc
- Cazes-Mondenard
- Durfort-Lacapelette
- Lauzerte
- Montagudet
- Montbarla
- Saint-Amans-de-Pellagal
- Sainte-Juliette
- Sauveterre
- Tréjouls